# 3 Dywizja Artylerii Przeciwlotniczej
3 Łużycka Dywizja Artylerii Przeciwlotniczej (3 DAPlot) – związek taktyczny artylerii przeciwlotniczej ludowego Wojska Polskiego.

## Formowanie i zmiany organizacyjne
Formowanie jednostki dywizji rozpoczęto 15 sierpnia 1944 w Głusku pod Lublinem. 15 października oddziały dywizji złożyły przysięgę. Do końca wojny znajdowała się w składzie 2 Armii WP.
22 maja 1945 dywizja przybyła do garnizonu Leszno i zajęła Koszary im. Tadeusza Kościuszki byłego 55 Poznańskiego pułku piechoty oraz Koszary im. Bartosza Głowackiego byłego 17 pułku ułanów wielkopolskich. Po rozformowaniu 2 Armii dywizja weszła w skład Poznańskiego Okręgu Wojskowego. We wrześniu 1945 dywizja została przekształcona w 86 Pułk Artylerii Przeciwlotniczej.
W 1950 na bazie pułku sformowana została 9 Dywizja Artylerii Obrony Przeciwlotniczej Obszaru Kraju. W 1962 w Siłach Zbrojnych PRL wyodrębniony został nowy rodzaj sił zbrojnych – Wojska Obrony Powietrznej Kraju. W związku z powyższym dywizja przemianowana została na 9 Dywizję Artylerii OPK. W 1967 dywizja po raz kolejny przemianowana została na 3 Łużycką Dywizję Artylerii OPK, a w 1988 przeformowana w 3 Łużycką Brygadę Artylerii OPK. W 1990, w związku z połączeniem WOPK z Wojskami Lotniczymi w Wojska Lotnicze i Obrony Powietrznej, brygada przemianowana została na 3 Brygadę Rakietową Obrony Powietrznej.

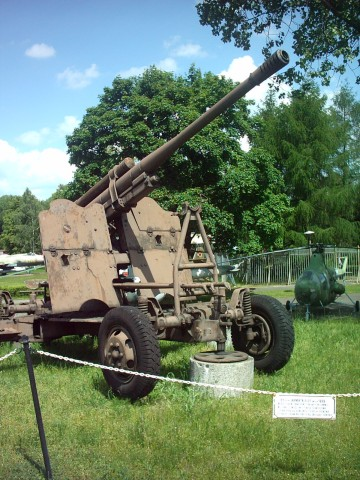
85 mm armata przeciwlotnicza wz.39

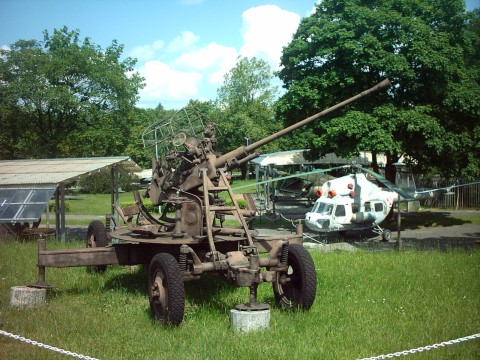
37 mm armata przeciwlotnicza wz. 1939

## Struktura organizacyjna
dowództwo
- bateria dowodzenia
  - pluton łączności
  - pluton rozpoznania
  - pluton radiowy
- trzy pułki artylerii przeciwlotniczej małego kalibru

61 pułk artylerii przeciwlotniczej
66 pułk artylerii przeciwlotniczej
69 pułk artylerii przeciwlotniczej
cztery baterie artylerii
kompania wkm plot
warsztat techniczno-artyleryjski
- jeden pułk artylerii przeciwlotniczej średniego kalibru

75 pułk artylerii przeciwlotniczej
cztery baterie artylerii
pluton zaopatrzenia bojowego
warsztat techniczno-artyleryjski
- park artyleryjski
- warsztat remontu sprzętu artyleryjskiego
- warsztat remontu samochodów
- kwatermistrzostwo

Dywizja liczyła etatowo 2337 żołnierzy

## Uzbrojenie zasadnicze
- 16 armat przeciwlotniczych kal. 85 mm,
- 72 armaty przeciwlotnicze kal. 37 mm
- 52 wkm kal. 12,7 mm

## Marsze i działania bojowe
|  |  |  |  |  |

## Upamiętnienie
W Jeleniej Górze, przy Pałacu Paulinum została utworzona ulica III Łużyckiej Dywizji Artylerii Przeciwlotniczej.